# Formowanie lotnictwa wojskowego II RP
Formowanie lotnictwa wojskowego w II RP
W 1916 podjęte zostały pierwsze próby zorganizowania polskich jednostki lotniczych w zaborach austriackim oraz niemieckim. Władze niemieckie zezwoliły jedynie na zorganizowanie kursów lotniczych (prowadzone 26 II - 15 V 1917). W 1917 rozpoczęło się również formowanie polskich jednostek lotniczych na terenie Rosji w ramach tworzenia polskich korpusów w Rosji (Mińsk, Bobrujsk, Odessa), rekrutowanych z polskich lotników, służących w armii carskiej.  Pierwszą polską jednostką lotniczą był I Polski Oddział Awiacyjny, utworzony 19 lipca 1917 w Mińsku w składzie I Korpusu Polskiego gen. J. Dowbor-Muśnickiego. Pierwszym dowódcą I Polskiego Oddziału Awiacyjnego został kpt. pil. Zygmunt Studziński. Początkowy na stanie oddziału był tylko jeden nieuzbrojony samolot francuski „Nieuport 11C1”.
21 lutego 1918 kolejarze polscy doposażyli jednostkę, która nazywała się już wtedy Awiacją I Korpusu w 16 samolotów bojowych z obsługiwanych transportów. 10 marca 1918 r. w I Korpusie było 76 lotników (w tym 51 oficerów). Był też w składzie pierwszy bombowiec Ilia Murawiec IIG. Pierwszym dowódcą Polskich Sił powietrznych był ppłk pil. Piotr Abakanowicz - herbu Awdaniec - dowódca Polskiej Bazy Lotniczej w Bobrujsku. 
Jednostki lotnicze Korpusów zostały wkrótce rozbrojone przez Niemców. Część personelu latającego i naziemnego została internowana, część przedostała się do Francji, gdzie organizowano lotnictwo polskie przy armii gen. J. Hallera. 
W 1918, z chwilą odzyskania niepodległości Polski, przystąpiono do tworzenia jednostek lotniczych. Zgłaszali się do nich Polacy, służący w armiach zaborców.  Po utworzeniu MSWoj 14 listopada 1918 rozpoczęła pracę Sekcja Żeglugi Powietrznej Departamentu Technicznego MSWoj. Dowódcą Sekcji został ppłk pilot balonowy Hipolit Łossowski. Pierwszym rozkazem dotyczącym organizacji Lotnictwa wojskowego był rozkaz L-23 Sztabu Generalnego WP z 21 listopada 1918 o organizacji służby technicznej Wojsk Polskich. Uzupełnieniem jego był rozkaz nr 66 Sztabu Generalnego z 20 grudnia 1918, który regulował organizację i podległość jednostek lotniczych. W marcu 1919 r. utworzono Szefostwo Lotnictwa przy Naczelnym Dowództwie, a 19 marca 1919 Inspektorat Wojsk Lotniczych MSWoj. Szef Lotnictwa Polowego podlegał szefowi Sztabu Generalnego. W kwietniu 1920 utworzono stanowiska szefów lotnictwa armii i frontów.
Lotnictwo Wojska Polskiego mogło liczyć tylko na pozostałości po lotnictwie zaborców. Polska Organizacja Wojskowa otaczała opieką miasta, gdzie mieściły się lotniska. Sprzęt lotniczy przechodził w polskie ręce dzięki inicjatywie lotników Polaków, którzy opanowywali lotniska obsadzone jeszcze przez oddziały zaborcze i zabezpieczali znajdujący się tam sprzęt lotniczy i techniczny. Tam gdzie były jednostki  lotnicze zaborców (w Krakowie, Warszawie, Lwowie, Poznaniu, Przemyślu, Lublinie) Polacy rekwirowali sprzęt lotniczy i formowali eskadry i dywizjony. We Francji lotnictwo polskie w październiku 1918 r. liczyło 88 pilotów oraz 110 mechaników.  
W dniach 31 października – 3 listopada 1918 r. opanowano krakowskie lotnisko Rakowice. Dowódca austriackiej 10 eskadry – kpt. Roman Florer, w porozumieniu z garstką Polaków opanował lotnisko nie dopuszczając do rabunku i zniszczenia mienia oraz porwania samolotów przez austriackich pilotów. Lotnisko krakowskie stało się pierwszą bazą polskiego lotnictwa wojskowego. Po kilku dniach podjęto formowanie pierwszej jednostki lotniczej – 1 eskadry bojowej, której organizatorem i dowódcą został rtm. pil. S. Jasiński.  Podobnie zdobyto lotnisko we Lwowie. Polscy piloci zmusili 3 listopada 1918 r. dowódcę do przekazania lotniska. Personel lotniska lwowskiego był najbardziej spolonizowaną formacją lotnictwa austriacko-węgierskiego. Większość oficerów stacjonującej tam jednostki jesienią 1918 r., należało do POW.  Lotnisko Hureczko pod Przemyślem opanowano podobnie i przejęto 12 samolotów. Polscy lotnicy zagrożeni atakiem ukraińskim zdecydowali się 3 listopada na przelot do Krakowa. Z 12 maszyn do Krakowa doleciało 6. Dwie maszyny zostały zestrzelone przez Ukraińców, dwie przymusowo lądowały, a dwie rozbiły się. Lotnisko Lublin oddział POW zajął 5 listopada 1918 r., przejęto hangar parku lotniczego wraz z wyposażeniem, paliwem oraz 5 samolotami. Oddział lotniczy utworzony na tym lotnisku nazwano 2 eskadrą, jego dowódcą został mjr pil. Jerzy Syrokomla-Syrokomski. Na lotnisku Mokotów w Warszawie  Niemcy mieli swój park lotniczy i szkołę pilotów, które zajęli Polacy 11 listopada. Zajęcia organizował płk pil. H. Łossowski w ramach  Tajnego Związku Lotniczego. 20 listopada pierwszy polski samolot wykonał lot nad Warszawą. Na lotnisku na Polu Mokotowskim Niemcy uszkodzili część wyposażenia. W ręce polskie dostało się 70 samolotów oraz składy materiałów i części zapasowych.
5 listopada 1918 roku pierwszy samolot, pilotowany przez por. pil. Stefana Bastyra i obserwatora por. Janusza de Beauriana wystartował z oswobodzonej Lewandówki we Lwowie, do pierwszego w historii polskiego lotnictwa lotu bojowego.
Większe ilości sprzętu lotniczego uzyskali Polacy na lotnisku w Ławicy i Winiarach k. Poznania, w Forcie VII Cytadeli Poznańskiej znaleziono zapas bomb lotniczych. Plan opanowania Ławicy powstał jeszcze przed wybuchem powstania wielkopolskiego. POW uważała, że trzeba się spieszyć aby Niemcy nie wywieźli sprzętu lotniczego. Rozpuszczono wiadomości, ze Niemcy chcą zbombardować z lotniska Poznań. Atak na lotnisko poparł dowódca powstania mjr Stanisław Taczak. Ławica  była najważniejszym obiektem lotniczy zdobytym przez Polaków. Niemcy zmagazynowali tam duże ilości sprzętu lotniczego oraz części zamiennych. Po opanowaniu Poznania przez powstańców wielkopolskich, niemiecka załoga Ławicy chciała ewakuować samoloty do Frankfurtu nad Odrą. Akcja polskiego oddziału z ppłk A. Kopą na czele zapobiegła temu. Zdobyto 70 samolotów, z tego 50 gotowych do lotu. W hangarach znaleziono ponad 300 samolotów zwiadowczych i szkolnych. Przejęcie przez powstańców Ławicy uniemożliwiło niemieckie bombardowania Poznania i okolic. Lotnisko w Ławicy powstało w lipcu 1913 r., przed wybuchem I wojny światowej, ze składek społeczeństwa Poznania na apel gazety Posener Tageblatt o budowie samolotu  o nazwie „Posen” (pol. Poznań). Przed wojną ważniejszą funkcję od Ławicy miała poznańska hala sterowców w Winiarach, a Poznań był centrum wojsk balonowych. Po opanowaniu Ławicy na rozkaz komendanta lotniska i późniejszego organizatora bombardowania przez Polaków lotniska we Frankfurcie - sierżanta Wiktora Pniewskiego, zamalowano na kadłubach samolotów czarne krzyże i namalowano biało-czerwone szachownice zgodnie z rozporządzeniem nr 38 szefa Sztabu Generalnego WP z 1 grudnia 1918 r..
Po nalotach niemieckich, przeprowadzonych 7 i 8 stycznia 1919 r. na wojska powstańcze, polscy piloci 9 stycznia przeprowadzili odwetowy nalot na lotnisko we Frankfurcie. 6 polskich maszyn LVG zbombardowało niemieckie lotnisko, zrzucając 900 kg bomb. Był to pierwszy nalot w historii polskich skrzydeł, zakończony sukcesem – Niemcy zaprzestali nalotów na Poznań.
W Powstaniu Wielkopolskim polscy lotnicy przeprowadzili pierwszą akcję na korzyść wojsk lądowych. 17 stycznia 1919 przeprowadzili obserwację stanowisk niemieckich 50 km w głąb terytorium wroga. W połowie marca 1919 r. utworzona została 1 Wielkopolska Eskadra Lotnicza Polna - skierowana do Galicji Wschodniej. Nad Wielkopolską latała 2 Wielkopolska Eskadra Lotnicza. Na początku kwietnia 1919 trafiła ona na wielkopolski Front Południowy, na lotnisko Klęka w okolicy Nowego Tomyśla nad Wartą. Na początku czerwca 1919 do walk trafiła na Front Północny 2 Wielkopolska Eskadra Lotnicza,stacjonująca w okolicach Kruszwicy. W połowie czerwca eskadrę skierowano do Stryja. W końcu stycznia 1919 roku dowódca lotnictwa polskiego b. zaboru pruskiego gen. Gustaw Macewicz wysłał do Warszawy 30 samolotów różnego typu. Z pozostałych zorganizował cztery dobrze wyposażone eskadry. 
Z lotnisk w Bydgoszczy, Grudziądzu i Toruniu, Niemcy przewidując ich utratę, już wcześniej wywieźli cały sprzęt lotniczy i zdewastowali obiekty. Polacy zajęli je w końcu stycznia 1920 r.
Po zakończeniu działań na wschodzie, Niemcy i Austriacy wycofali większość swego lotnictwa na front zachodni, pozostawiając na terenach Polski przede wszystkim samoloty szkolne różnych typów. Zdobyty przez Polaków sprzęt był słabej jakości i mocno zużyty. Z ogólnej liczby około 200 samolotów zdobytych na terenie Królestwa i Galicji, zaledwie 12 samolotów nadawało się do natychmiastowych działań bojowych. Stąd też wielkie znaczenie zdobytego sprzętu w Poznaniu.
20 grudnia 1918 roku dowódcą wojsk lotniczych został ppłk Hipolit Łossowski. Przystąpił do budowy polskich jednostek. Zorganizowano po jednej eskadrze w Krakowie i Warszawie, dwie eskadry we Lwowie oraz zalążek eskadry w Lublinie. Większość jednostek skierowano na front ukraiński, gdzie z czasem zgromadzono osiem nowo utworzonych eskadr, stanowiących niemal trzy czwarte posiadanych jednostek lotniczych.
Polakom brakowało wyposażenia lotniczego i uzbrojenia.  Zrzucano bomby ręcznie, instalowano na samolotach ciężkie ckm piechoty typu Maxim lub latano nieuzbrojonymi maszynami. Sprzęt remontowano. Brakowało w jednostkach pilotów i obserwatorów. Cały fachowy personel liczył tylko ponad 100 osób. Wobec braku zorganizowanego szkolenia personelu walczące eskadry przyjmowały ochotników, których szkolono głównie na obserwatorów.
Okres tworzenia lotnictwa charakteryzował się dużą liczbą wypadków. Zanotowano więcej wypadków śmiertelnych w trakcie lotów ćwiczebnych lub przelotów, niż strat od ognia nieprzyjaciela.
Pod koniec I wojny światowej lotnictwo polskie we Francji liczyło (wraz z uczniami) 88 pilotów oraz 110 mechaników. Francja dostarczyła na wiosnę 1919 r. 45 wcześniej zakupionych maszyn. Przekazała też Polsce 7 całkowicie wyposażonych eskadr lotniczych z personelem francuskim i Szkołę Pilotów, którą ulokowano na mokotowskim lotnisku. 
W kwietniu 1919 r. w czasie operacji wileńskiej, będącej pierwszą operacją przeciw bolszewikom, wzięły udział sformowane w Warszawie 1 Eskadra Wywiadowcza i 4 Eskadra  Wywiadowcza. W okresie późniejszym na terenie operacyjnym Frontu Litewsko-Białoruskiego włączyły się do walki przybyłe z Poznania i tworzące I Grupę Lotniczą Wielkopolską 1, 2 i 3 eskadry Wielkopolskie, które działały na kierunku Mińsk - Borysów - Bobrujsk.
W czasie wojny polsko-ukraińskiej eskadry walczące na terenie galicyjskim wsławiły się wieloma skutecznymi akcjami, jak m.in. 6 Eskadra Wywiadowcza i 7 Eskadra Myśliwska w dniu 14 maja 1919 r. w bitwie pod Kulikowem.
Pod Lwowem 24 lutego 1919 r. podchorąży obserwator Stanisław Pietruski z 6 Eskadry jako pierwszy polski lotnik zestrzelił nieprzyjacielski płatowiec.     
W maju 1919 r. przybyło do kraju siedem eskadr armii Hallera (jedna myśliwska i sześć obserwacyjnych) wraz ze szkołą lotniczą. Wyposażone były w 100 maszyn Breguet 14, Spad VII oraz Salmson A2. Personel stanowili w większości Francuzi. Szkolenie pilotów Polaków we „francuskiej szkole” zapoczątkowało regularne tworzenie nowych kadr, co w przyszłości pozwoliło na zamianę francuskiego personelu eskadr hallerowskich. 
W czerwcu 1919 r. przybyli z Odessy piloci bez samolotów eskadry 4 Dywizji Strzelców. Skierowano ich do Brześcia, tworząc 10 eskadrę. Samolotów dla eskadry nie było, zamówiono we Francji. Pewną liczbę samolotów zakupiono nieformalnie w Niemczech.
We wrześniu 1919 r. nastąpiło zjednoczenie lotnictwa polskiego. Dowódca lotnictwa wielkopolskiego gen. Gustaw Macewicz został 24 września 1919 roku mianowany Inspektorem Wojsk Lotniczych.
Następnego dnia podporządkowano mu lotnictwo armii Hallera. Gen. Macewiczowi podporządkowano  wszystkie eskadry, szkoły i sztaby lotnictwa wielkopolskiego i „francuskiego”. Dysponował on 22 eskadrami różnej wartości, w tym 11 „królewsko-galicyjskimi”, 4 wielkopolskimi oraz 7 hallerowskimi. 
Gen. Macewicz zunifikował system szkolenia pilotów w trzech istniejących szkołach. Utworzył także w Poznaniu Wyższą Szkołę Lotniczą, do której kierowano najlepszych absolwentów szkół lotniczych.
W końcu 1919 r. polskie lotnictwo posiadało 19 jednostek, które dysponowały 130 maszynami. Tylko 8 eskadr było w pełni wyposażonych, pozostałe wymagały uzupełnień, które dokonano już w 1920 r.
Od grudnia 1918 do kwietnia 1920 sformowano osiemnaście eskadr lotniczych (trzy myśliwskie, czternaście wywiadowczych, jedną niszczycielską).  
Ponadto w skład lotnictwa weszły cztery eskadry Armii gen. Hallera (dwie wywiadowcze, dwie myśliwskie). 
Z Armią Hallera przybyła z Francji m.in. 39 eskadra samolotów typu Breguet XIV A2, jednych z najlepszych samolotów I wojny. Została w Polsce przemianowana na 16 Eskadrę Wywiadowczą. W kwietniu 1920 weszła w skład V Grupy Lotniczej i walczyła w wojnie polsko-bolszewickiej, uczestnicząc w wyprawie kijowskiej. Trzy inne eskadry „Błękitnej” Armii zostały rozformowane i wcielone do już istniejących. 
Zorganizowano osiem szkół lotniczych, przygotowujących personel latający i obsługę naziemną. Do XI 1920 wyszkoliły one 285 pilotów, 61 obserwatorów i 502 mechaników). 
Dużej pomocy przy organizacji lotnictwa udzieliła Francja, dostarczając na dogodnych warunkach nowoczesny sprzęt i instruktorów. Odrodzona Polska nie posiadała przemysłu lotniczego, toteż funkcjonowanie lotnictwa zależało w całości od dostaw zagranicznych. W warsztatach lotniczych w Krakowie i Lwowie rozpoczęto produkcję samolotów, wykorzystując plany płatowca szkolnego typu „Brandenburg”. Do końca wojny armia otrzymała z tego źródła kilkadziesiąt maszyn. W kraju uruchomiono także produkcję niektórych części zapasowych. Sformowano pięć ruchomych Parków Lotniczych, które w latach 1919–1920 wyremontowały kilkaset samolotów i silników. W latach 1918–1920 przez lotnictwo polskie przewinęło się ponad 1800 samolotów w ponad 100 typach, wersjach i odmianach. 968 maszyn pochodziło ze zdobyczy na okupantach i Armii Czerwonej, pozostałe z zakupów
i darów. Na przełomie 1919/1920 Polska dokupiła samoloty we Francji, Anglii, Austrii, Włoszech i w Niemczech. Polacy walczyli na myśliwcach: Bristol F.2B Fighter, SPAD XIII, Fokker D.VII, Oeffag D.III, Ansaldo A.1 Balilla, SPAD VII, Albatros D.III, Sopwith Dolphin, Fokker E.V (D.VIII), bombowcach i samolotach rozpoznawczych: Breguet 14, Ansaldo SVA-9, Salmson 2A2, Airco DH.9, Albatros C.X, Albatros C.XII, DFW C.V, LVG C.V i LVG C.VI.
Część zdobycznych samolotów, z uwagi na znaczny stopień wyeksploatowania, nie nadawała się do służby na froncie. Ogromna różnorodność typów maszyn powodowała kłopoty z zaopatrywaniem w części zamienne. Stale odczuwano brak wykwalifikowanej kadry zarówno personelu latającego, jak i obsługi naziemnej. W lutym 1920 r. do wypełnienia etatów brakowało 30% pilotów, 45% obserwatorów i 40% mechaników. Mimo wielu braków lotnictwo polskie, ustępujące liczebnością lotnictwu sowieckiemu, mocno zaznaczyło swoją obecność na frontach wojny polsko-bolszewickiej. Walczyło eskadrami (po sześć samolotów), przydzielanymi do poszczególnych armii i frontów. W 1920 eskadry zaczęto łączyć w grupy lotnicze (dywizjony). Sformowano sześć grup lotniczych, przemianowanych w kwietniu 1920 r. na dywizjony: cztery wywiadowcze, dwa myśliwskie i trzy zapasowe.
25 kwietnia 1920 r. w czasie ofensywy na Kijów trzy polskie armie dysponowały dziewięcioma eskadrami lotniczymi (2, 3, 5, 6, 7, 9 15, 16, 17 i 19).
Ruchliwość operacyjną lotnictwa ograniczał brak większej liczby samochodów. Poradzono sobie, wykorzystując posiadany tabor
kolejowy tzw. pociągi lotnicze). 
Służyły one do przewożenia całych eskadr wraz z zaopatrzeniem. Zabierały personel, warsztaty, przenośne hangary, części zapasowe, rozmontowane samoloty transportowane w skrzyniach. Pociągi posiadały wagony z kwaterami dla personelu lotnego i obsługi naziemnej, środki łączności, kuchnie i stołówki rozkładane. Eskadry szybko się przemieszczały za frontami i umożliwiały szybkie użycie lotnictwa. Dlatego mniej liczne lotnictwo polskie działało efektywniej od lotnictwa Armii Czerwonej. 
15 lipca 1920 lotnictwo polskie wykonało pierwszy lot nad Bałtykiem'. 
Początki Lotnictwa Morskiego wiążą się z Puckiem, gdzie 1 lipca 1920 r. sformowano Bazę Lotnictwa Morskiego. Pierwszy wodnosamolot produkcji niemieckiej Friedrichshafen z polskimi znakami na kadłubie wystartował z bazy Morskiego Dywizjonu Lotniczego w Pucku.  
W czasie warszawskiej operacji M. Tuchaczewskiego, 5 sierpnia przybyła do stolicy pociągiem lotniczym 16 Eskadra Wywiadowcza. Została ona zaangażowana w obronę miasta. Wspierała wojska na linii Warszawa - Białystok. W Tłuszczu powstało lotnisko polowe na którym stacjonowała. 9 sierpnia samolot wysłany na lot zwiadowczy z Tłuszcza w rejonie Małkini, za linią frontu zbombardował oddział sowiecki. Ostrzelał też bolszewików na moście na Bugu. Samolot otrzymał 12 trafień w kadłub i 42 w skrzydła, pilot został ranny. 12 sierpnia inny samolot wykonywał rozpoznanie trasy kolejowej Warszawa-Tłuszcz-Łochów.  Na wschód od Tłuszcza ostrzelano dwie dywizje sowieckie w marszu. Sowieci odpowiedzieli ogniem. Strzelec zginął, pilot wylądował.
W czasie operacji warszawskiej WP w walkach brały udział 8, 12, 13, 16,17, 19 eskadry.  Do kontruderzenia znad Wieprza do 4 Armii gen. Skierskiego przydzielono 9 Eskadrę Lotniczą w sile 10 płatowców. W Dęblinie stacjonowała 1 Niszczycielska Eskadra Lotnicza (dowódca por. pil. Franciszek Wieden). Po przegrupowaniu wojsk przybyły z Lublina 3 i 10 Eskadry Wywiadowcze (3 Eskadra miała tylko 3 samoloty). Po 25 sierpnia przybyła na front 2 Eskadra Wywiadowcza (dowódca por. pil. Wiktor Rybotycki). 2 eskadra pozostawała w Dęblinie do 2 października 1920. 
W operacji niemeńskiej walczyła 13 Eskadra Niszczycielska i 16 Eskadra Wywiadowcza.     
Ponad połowę polskiego sprzętu lotniczego stanowiły dwumiejscowe maszyny wywiadowcze, dlatego używano ich zarówno
do rozpoznania, jak i bombardowania oraz kierowania ogniem artylerii i ataków szturmowych na oddziały nieprzyjaciela. Rozpoznanie powietrzne odgrywało dużą rolę w planowaniu operacyjnym polskiego dowództwa (m.in. podczas opracowywania planów bitwy nad Wisłą). Zdołano także dokonać koncentracji wysiłku lotnictwa na najważniejszych odcinkach frontu, np. podczas bitwy nad Wisłą ześrodkowane pod Warszawą 8, 12, 13, 16,17, 19 eskadry wpłynęły na przebieg walk w rejonie Radzymina. Dużą pomoc nacierającym wojskom polskim oddały 2, 3, 10 i 21 eskadry zgrupowane pod Lublinem. 
Bardzo skuteczne okazało się polskie lotnictwo w zwalczaniu oddziałów 1 Armii Konnej Budionnego, regularnie raportujące o zaobserwowanych ruchach tej wielkiej jednostki sowieckiej, której ogromnym atutem była zdolność szybkiego przemieszczania się. Miarą wysiłku bojowego eskadr polskich latem 1920 jest wyczyn liczącej 14 maszyn 7 Eskadry Niszczycielskiej im. T. Kościuszki, którą dowodził amerykański lotnik, mjr pil. Cedric Fauntleroy.  Jednostka atakując oddziały 1 Armii Konnej pod Lwowem 17 sierpnia skutecznie opóźniała marsz na Lwów.  Eskadra rzuciła cztery tony bomb (wobec 36 ton bomb zrzuconych przez samoloty Armii Czerwonej podczas całej wojny). Jedno z natarć 6 DK 1 Armii Konnej zostało złamane wyłącznie na skutek bombardowania lotniczego. Za głowy pilotów eskadry Budionny wyznaczył wysokie nagrody pieniężne. W lutym 1920 r. do etatu w lotnictwie brakowało 30% pilotów, 45% obserwatorów i 40% mechaników.  
W ciągu 2 lat wojny polsko-bolszewickiej, od listopada 1918 do października 1920 polscy piloci wykonali około 5000 lotów bojowych, wylatali 9465 godzin. W walkach powietrznych Polacy zestrzelili 3 samoloty ukraińskie i 4 bolszewickie i 3 balony obserwacyjne, tracąc 3 maszyny. Sowiecka obrona przeciwlotnicza zestrzeliła 34 maszyny. W walkach na froncie zginęło 28 pilotów, w tym 3 amerykańskich, zaś w wypadkach lotniczych 68 lotników. W latach 1918–1920 poległo 116 osób personelu latającego, w tym większość na skutek wypadków lotniczych (według danych sowieckich Polacy wykonali 5172 loty z nalotem 9761 godzin, zestrzelili 4 samoloty. Strącili 3 samoloty zestrzelone w walkach i 34 przez artylerię plot., 3 samoloty ciężko uszkodzone w walkach powietrznych i 12 przez oplot. Lotnictwo Armii Czerwonej stoczyło 35 walk powietrznych). W wojnie z Rosją Sowiecką od września 1920 walczyła u boku lotnictwa polskiego 1 Zaporoska Eskadra Lotnicza Ukraińska, która wchodziła w skład sojuszniczej Armii Ukraińskiej gen. Omelianowicza Pawlenki.  
W 1920 r. lotnictwo polskie liczyło 210 samolotów bojowych oraz 420 pilotów i obserwatorów (nawigatorów). W 1921 w lotnictwie wojskowym  przeprowadzono częściową demobilizację i reorganizację; zmniejszono liczbę eskadr do 13 i utworzono z nich 3 pułki lotnicze.  W 1924 sformowano jeszcze jeden pułk, a w latach późniejszych dwa następne. Przemysł lotniczy rozpoczął produkcję samolotów początkowo na licencji zagranicznej, później według konstrukcji krajowych. 
Pierwszy lot bojowy polskiego samolotu został upamiętniony po 1990 r. na jednej z tablic na Grobie Nieznanego Żołnierza w Warszawie napisem "LWÓW 5 XI 1918"